# Elezioni generali a Cuba del 1948
Le elezioni generali a Cuba del 1948 si tennero il 1º giugno. Carlos Prío Socarrás vinse le elezioni presidenziali con l'Alleanza 
Autentico-Repubblicana, ed il Partito Autentico ottenne la maggioranza relativa dei seggi nella Camera dei Rappresentanti, 29 su 70, e la maggioranza assoluta dei seggi al Senato, 36 seggi su 54. L'affluenza fu del 78,7%. Si trattò delle ultime elezioni presidenziali libere e dirette a Cuba.

## Risultati

### Elezioni presidenziali
| Candidato               | Partito                         | Voti      | %    |
| ----------------------- | ------------------------------- | --------- | ---- |
| Carlos Prío Socarrás    | Alleanza Autentico-Repubblicana | 905.198   | 45,8 |
| Ricardo Núñez Portuondo | Coalizione Liberal-Democratica  | 599.364   | 30,3 |
| Eduardo Chibás          | Partito Ortodosso               | 324.364   | 16,4 |
| Juan Marinello          | Partito Socialista Popolare     | 142.972   | 7,2  |
| Schede bianche/nulle    | Schede bianche/nulle            | 807       | 0,3  |
| Totale                  | Totale                          | 1.972.705 | 100  |

### Elezioni parlamentari

#### Camera dei rappresentanti
| Partito                      | Voti | % | Seggi |
| ---------------------------- | ---- | - | ----- |
| Partito Autentico            |      |   | 29    |
| Partito Repubblicano         |      |   | 11    |
| Totale                       |      |   | 40    |
| Partito Liberale Autonomista |      |   | 15    |
| Partito Democratico          |      |   | 6     |
| Totale                       |      |   | 21    |
| Partito Socialista Popolare  |      |   | 5     |
| Partito Ortodosso            |      |   | 4     |
| Totale                       |      |   | 70    |

#### Senato
| Partito                         | Voti | % | Seggi |
| ------------------------------- | ---- | - | ----- |
| Alleanza Autentico-Repubblicana |      |   | 36    |
| Coalizione Liberal-Democratica  |      |   | 18    |
| Totale                          |      |   | 54    |